# Shahade
Shahade (o Shahada) è una città dell'India di 49.697 abitanti, situata nel distretto di Nandurbar, nello stato federato del Maharashtra. In base al numero di abitanti la città rientra nella classe III (da 20.000 a 49.999 persone).

## Geografia fisica
La città è situata a 21° 33' 55 N e 74° 29' 03 E.

## Società

### Evoluzione demografica
Al censimento del 2001 la popolazione di Shahade assommava a 49.697 persone, delle quali 25.742 maschi e 23.955 femmine. I bambini di età inferiore o uguale ai sei anni assommavano a 7.164, dei quali 3.717 maschi e 3.447 femmine. Infine, coloro che erano in grado di saper almeno leggere e scrivere erano 35.360, dei quali 19.772 maschi e 15.588 femmine.